# Товмасян, Марат
Марат Товмасян (арм. Մարատ Թովմասյան) — армянский боксёр, представитель первой тяжёлой весовой категории. Выступал за сборную Армении по боксу в 1995—2004 годах, обладатель бронзовой медали чемпионата Европы, победитель и призёр ряда крупных международных турниров.

## Биография
Впервые заявил о себе в боксе на международном уровне в сезоне 1995 года, когда вошёл в состав армянской сборной и выступил на юниорском Гран-при Братиславы в Словакии — выиграл бронзовую медаль в категории до 91 кг.
В 1996 году боксировал на юниорском мировом первенстве в Гаване, в четвертьфинале первого тяжёлого веса досрочно в третьем раунде потерпел поражение от боксёра из Узбекистана Руслана Чагаева.
В 1997 году на Кубке Чёрного моря в Севастополе в зачёте первой тяжёлой весовой категории дошёл до стадии полуфиналов — был остановлен представителем Швеции Кваменой Турксоном.
В 1998 году боксировал на чемпионате Европы в Минске, выбыл из борьбы за медали уже на предварительном квалификационном этапе.
В 1999 году отметился выступлением на международном турнире «Золотой пояс» в Бухаресте, в 1/8 финала потерпел поражение от немца Себастиана Кёбера.
В 2001 году в первом тяжёлом весе одержал победу на чемпионате Армении в Ереване.
На чемпионате Европы 2002 года в Перми завоевал бронзовую награду, в полуфинале категории до 91 кг со счётом 17:27 уступил представителю Украины Вячеславу Узелкову.
В 2003 году взял бронзу на Мемориальном турнире Феликса Штамма в Варшаве, на Кубке Акрополиса в Афинах и на Кубке Чёрного моря в Судаке.
На чемпионате Европы 2004 года в Пуле не смог пройти дальше стадии 1/8 финала, проиграв турку Эртугрулу Эргезену. Принимал участие в Мемориале Феликса Штамма в Варшаве, где выбыл из борьбы за медали уже в 1/16 финала — потерпел поражение от немца Штеффена Кречмана.